# Izomerie koordinačních sloučenin
Izomer je sloučenina téhož chemického složení (má stejný vzorec), ale rozdílné chemické struktury (má různou stereochemii). Právě izomerie koordinačních sloučenin sehrála v jejich historii důležitou úlohu při objasňování jejich stereochemie. Přehled základních druhů izomerií je popsán níže.

## Konformační izomerie
Konformační izomerie neboli polytopická izomerie přichází v úvahu pro každé koordinační číslo vyšší než tři a jakoukoliv jemu odpovídající geometrii. Izomery se navzájem liší pouze svou stereochemií. Např. existuje [NiBr2(PEtPh2)2], který byl připraven jako zelený tetraedrický i jako žlutý čtvercový komplex. Konformační izomery musí mít srovnatelnou stabilitu, a aby je bylo možné od sebe oddělit, musí existovat dostatečně vysoká energetická bariéra pro jejich vzájemnou přeměnu. Tento druh izomerie nepatří mezi komplexy k úplně nejběžnějším, ale je možné se s ním v praxi setkat.
]
]

## Konfrotační izomerie
Konfrotační izomerie vzniká při prohnutí chelátových kruhů jako například u ethan-1,2-diaminu. U pětičlenného kruhu vede tato izomerie ke dvěma enantiomerním uspořádáním. Tento druh izomerie je zvláštním druhem optické izomerie pro koordinační číslo 2 a nepatří k běžným druhům izomerie.

## Geometrická izomerie
Geometrická izomerie vzniká u komplexů, jejichž koordinační číslo je větší než 3. S geometrickou izomerií se nejčastěji setkáváme u čtvercových komplexů typu [Ma2b2] a oktaedrických komplexů typu [Ma2b4]. V těch mohou ligandy (resp. jejich donorové atomy) obsadit sousední (cis neboli Z - z němčiny zusammen) nebo protilehlé vrcholy (trans neboli E - z němčiny entgegen). U oktaedrických komplexů typu [Ma3b3] mohou navíc existovat dvě geometrické formy lišící se polohou trojice donorových atomů. Ty mohou obsadit buď vrcholy jedné stěny oktaedru (fac - faciální uspořádání), nebo tři polohy na „obvodu“ oktaedru (mer - meridionální uspořádání). Čtvercové komplexy se čtyřmi různými ligandy pak mohou existovat ve třech geometricky izomerních formách, ale takové komplexy se s monodentátními ligandy velmi špatně připravují a jsou velmi vzácné. Geometrické izomery se liší v řadě fyzikálních vlastností, z nichž nejdůležitější pro diagnostické účely jsou dipólový moment a elektronová adsorpční spektra ve viditelné nebo ultrafialové oblasti.
]
]
]
]
]
]

## Optická izomerie
Optická izomerie vzniká u opticky aktivních látek. Optické izomery (enantiomery nebo antipody) lze očekávat u takových látek, v jejichž struktuře není žádný prvek symetrie kromě identity (nemají osu, rovinu ani střed symetrie). Takové látky, které se nazývají chirální (z řeckého chiros - ruka) nebo asymetrické, se mohou vyskytovat ve dvou formách, které se k sobě mají jako předmět a jeho obraz v zrcadle (nebo jako levá a pravá ruka). Takové dva izomery vypadají na první pohled zcela stejně, ovšem nelze je žádným otáčením a posunováním ztotožnit.
Významnou vlastností chirálních látek je jejich schopnost otáčet rovinu polarizovaného světla– jsou opticky aktivní. Enantiomery mají téměř všechny fyzikální a chemické vlastnosti stejné. Liší se pouze tím, že otáčejí rovinu polarizovaného světla (světlo, jehož vlny „kmitají“ jen v jednom směru) každý na jinou stranu. Podle toho se označují jako levotočivé (označované l nebo -) a pravotočivé (d nebo +) - dnes se již dřívější označování nesmí používat,[zdroj?] jelikož otáčení roviny polarizovaného světla závisí na vlnové délce (Cottonově efektu). Dnes[kdy?] se k označení chirality (absolutní konfigurace) používá Cahnova-Ingoldova-Prelogova symbolika R a S. Oba enantiomery se také mírně liší v indexu lomu a schopností absorbovat záření. Směs obou enantiomerů v molárním poměru 1 : 1 neotáčí rovinu polarizovaného světla a nazývá se racemická směs (racemát). Absolutní konfiguraci lze určit jedině kompletní rentgenostrukturní analýzou.
Optické izomery existují u čtvercových, tetraedrických a oktaedrických komplexů. U čtvercových komplexů je optická izomerie vzácná a může nastat pouze v případě vhodně nesymetrických ligandů. U tetraedrických komplexů by bylo možné očekávat větší rozšíření optické izomerie, protože každý tetraedrický komplex se čtyřmi různými ligandy musí být opticky aktivní. Takovéto komplexy je však obtížné připravit a tak i v tomto případě byly připraveny opticky aktivní látky pouze s vhodnými bidentátními ligandy. Nejčastěji se ovšem optická aktivita projevuje u oktaedrických komplexů s alespoň jedním chelátovým ligandem (například [Cr(ox)3]2−, [Co(edta)]−, [PtCl2(en)2]2+, [Cr(NH3)2Cl2(en)]). V podstatě každý oktaedrický komplex typu [M(aa)3] nebo cis-[M(aa)2L2] (kde aa je bidentátní ligand) může existovat ve dvou zrcadlově převrácených formách.
Pokud je ligand v takovém komplexu sám o sobě opticky aktivní (například 1,2-propandiamin), pak se počet možných optických izomerů zvyšuje. Izomerům se v takovém případě říká diastereoizomery. Ty už se mohou lišit i jinými vlastnostmi, jako jsou rozpustnost a stabilita.

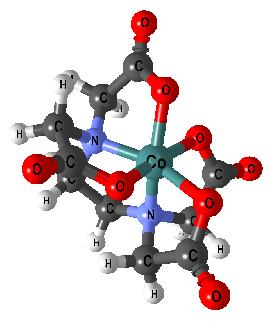
[Cr(edta)]−
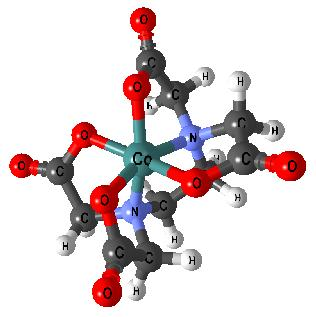
[Cr(edta)]−
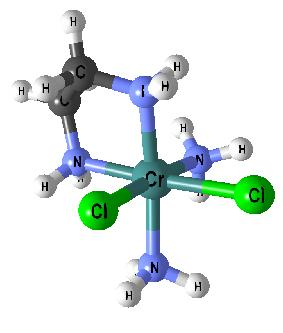
[Cr(NH3)2Cl2(en)]+
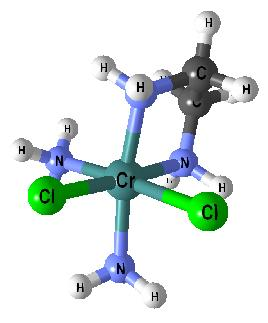
[Cr(NH3)2Cl2(en)]+
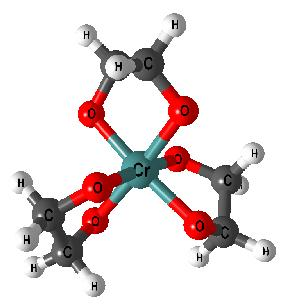
[Cr(ox)3]2−
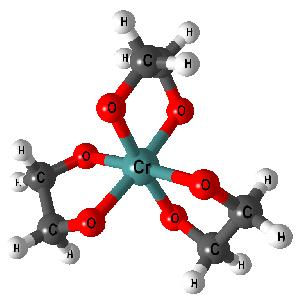
[Cr(ox)3]2−
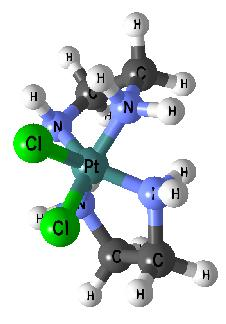
[PtCl2(en)2]2+
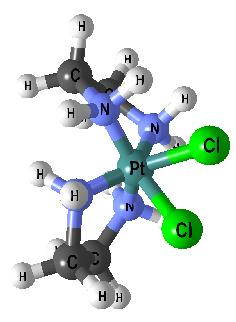
[PtCl2(en)2]2+

## Ionizační izomerie
Ionizační izomerie vzniká, jestliže izomery poskytují v roztoku různé ionty. Jedná se o takové komplexní sloučeniny, které sestávají z komplexního kationtu a takového aniontu, který je sám o sobě potenciálním ligandem. Příkladem dvojice ionizačních izomerů jsou komplexy [Pt(NH3)4Cl2]Br2 a [Pt(NH3)4Br2]Cl2 nebo [Co(NH3)5(SO4)]Br a [Co(NH3)5Br]SO4.

## Hydrátová izomerie
Hydrátová izomerie je zvláštním případem ionizační izomerie a vzniká při rozdílné přítomnosti vody vázané uvnitř a mimo koordinační sféru. Typickým příkladem je hexahydrát chloridu chromitého CrCl3.6 H2O, který existuje ve třech izomerních formách: [Cr(H2O)6]Cl3 (fialový), [Cr(H2O)5Cl]Cl2.H2O (světle zelený) a [Cr(H2O)4Cl2]Cl.2 H2O (temně zelený). Izomery lze od sebe snadno odlišit srážecí reakcí s dusičnanem stříbrným AgNO3, který s jednotlivými izomery sráží 3, 2 nebo 1 iont Cl− jako chlorid stříbrný AgCl.

## Vazebná izomerie
Vazebná izomerie vzniká, když se v komplexu váže ligand s větším počtem donorových atomů, které přitom nemůže použít současně (ambidentátní ligand). Při tom může teoreticky nastat situace, že se váže v jinak stejných sloučeninách jiným donorovým atomem. Situace, kdy se jeden ligand váže za různých okolností na centrální atom prostřednictvím rozdílných donorových atomů, ještě nemusí znamenat, že takové izomery jsou izolovatelné. Případy, kdy jsou takové izomery izolovatelné, jsou řídké a omezují se v podstatě na komplexy NO2− a SCN−. Příklady vazebných izomerů jsou dvojice [Co(en)2(NO2)2]+, [Co(en)2(ONO)2]+ a [Pd(PPh3)2(NCS)2], [Pd(PPh3)2(SCN)2]. Abychom odlišili způsob vazby ligandů, uvádí se koordinovaný donorový atom ve vzorci jako první. Odlišují je též od sebe odlišným názvem nebo vyznačením donorového atomu. NO2− nazývá se nitro, ONO− nitrito, NCS− N-thiokyanato (izothiokyanato) a SCN− S-thiokyanato (thiokyanato). Vazebné izomery se od sebe dají odlišit pomocí infračervené spektroskopie.

## Koordinační izomerie
Koordinační izomerie vzniká ve sloučeninách složených z komplexního kationtu i aniontu, který se může měnit rozdělením ligandů mezi oběma ionty. Počet takto vzniklých izomerů se dá ještě zvýšit dalšími kombinacemi ligandů, avšak takové složité koordinační izomery nejsou v uvedených případech známy. Ke koordinačním izomerů patří například [Co(en)3][Cr(CN)6] a [Cr(en)3][Co(CN)6] nebo [PtII(NH3)4][PtIVCl6] a [PtIV(NH3)4Cl2][PtIICl4]. Izomery se v tomto případě liší fyzikálně-chemickými vlastnostmi.

## Polohová izomerie
Polohová izomerie je zvláštním případem koordinační izomerie, která také vzniká kombinací ligandů, avšak tentokrát ve vícejaderných komplexech. Takovýto izomer je například [(NH3)4Co(OH)2CO(NH3)2Cl2]2+ a [(NH3)3ClCo(OH)2CO(NH3)3Cl]2+.

## Polymerační izomerie
Polymerační izomerie není izomerií v pravém slova smyslu. Některé komplexy existují ve formách jednoduchých (monomerních) a také jako dimery nebo trimery. Takové látky mají stejný sumární vzorec, ale liší se molekulovou hmotností. Např. látka sumárního vzorce [Pt(NH3)2Cl2] existuje ve dvou monomerních formách (cis a trans), ale také jako dimer [Pt(NH3)4][PtCl4] a trimer [Pt(NH3)3Cl]2[PtCl4]. Komplexní částice [Co(NH3)3(NO2)3] existuje v podobě sedmi sloučenin (kromě izomerů fac a mer). Polymerační izomery se liší chemickými a fyzikálními vlastnostmi.

## Ligandová izomerie
Ligandová izomerie se vyskytuje u komplexů, jejichž ligandy samy existují v izomerních podobách. Takovýto druh izomerie se vyskytuje například u komplexu [Co(NH2C6H4CH3)Cl(en)2]Cl2, kde existují ortho- (o-), meta- (m-) a para- (p-) toluidin.